# Гарайда Іван Андрійович
Іван Андрійович Гарайда (29 січня 1905, с. Зарічово Унгського комітату Угорщини — 1944) — підкарпатський вчений, історик, філолог, редактор, викладач.

## Біографія
Іван Гарайда народився 29 січня 1905 року в селі Зарічово в родині директора сільської школи Андрія Гарайди. В цьому ж селі 43 роки директором церковної школи працював його дід по матері — Іван Торма, матір та дядько якого також займалися богослужінням.
1928 року закінчив юридичний факультет Будапештського університету;
1934 року — філологічне відділення Краківського університету, також навчався на філософському факультеті Печського університету.
У 1934—1939 роках викладав угорську мову в Краківському університеті.
У листопаді 1940 — жовтні 1944, після переїзду до Ужгорода, працював виконавчим директором науково-освітнього товариства — Підкарпатського товариства наук.
1941—1943 — редактор часопису «Зоря-Hajnal»;
1942—1944 — редактор часопису «Руська молодь»;
1941—1944 — редактор часопису «Літературна неділя», серії «Літературно-наукова бібліотека» та «Народна бібліотека».
У листопаді 1944 року Гарайду було заарештовано службою радянської військової контррозвідки «СМЕРШ» за звинуваченням в антирадянській пропаганді, але до суду справа не дійшла.
13 грудня 1944 року помер.

## Наукова діяльність
Активна наукова діяльність І. Гарайди сприяла розвиткові науки й культури в закарпатському краї в роки Другої світової війни.
1943 — разом із М. Лелекачем виступив упорядником довідкового видання «Загальна бібліографія Підкарпаття» в Ужгороді, яке було заборонено на теренах колишнього СРСР. Лише 2000 року книгу було перевидано в ужгородському видавництві В. Падяка зі значними доповненнями та введенням невідомих архівних матеріалів з цієї теми.
1941 — в Ужгороді вийшла друком «Граматика руського язика», яка стала офіційним підручником для русинських шкіл Угорщини.
1942—1944 — І.Гарайда видав «Великий сільськогосподарський календар Подкарпатского общества наук».

## «Граматика руського язика» (1941)
Вченого весь час непокоїв той факт, що підкарпатські русини не мали загальновживаної граматики, єдиної для простого люду та інтелігенції. Однією з найголовніших проблем того часу була незадоволена потреба людей до саморозвитку, якому перешкоджала застаріла та не завжди зрозуміла граматику, на основі якої були написані книжки та видавалися періодичні видання.
Саме тому 28 лютого 1941 року у Будапешті відбулося засідання мовної комісії Підкарпатського товариства наук, рішенням якого були ухвалені основні положення майбутньої «Граматики руського язика» створеної на живомовній основі. Необхідність створення універсальної граматики була спричинена бажанням стандартизувати розмовну мови та публікацію на її основі книг та газет, які були б зрозумілі народові. Через те, що в своїй «Граматиці» І. Гарайда поєднав народно-діалектну мову з історичним правописом, науковцю закидувались обвинувачувачення у спробі створити окрему літературну мову для підкарпатських русинів.
І. Гарайда називав «Граматику» певним компромісом з питань, що розділяли прихильників різних підходів до вирішення мовного питання на ворогуючі табори. Мова, запропонована науковцем, стала стандартом для цілої низки наукових, белетристичних публікацій, та видань для дітей, що побачили світ на Підкарпатській Русі протягом Другої світової війни. Незважаючи на несхвальне ставлення угорського уряду до вживання української мови, кілька авторів цього періоду, в тому числі представники нового покоління гімназистів, продовжували публікуватися цією мовою.
Граматика І. Гарайди знайшла найширше використання в шкільній системі Підкарпатської Русі. Традиційний правопис і граматику Гарайди підтримує в русинській Вікіпедії її найактивніший користувач Ігор Керча, у противагу п'ятьом регіональним варіантам правопису, розпрацьованим в останні роки.